# Wasteland (Riverside)
Wasteland is een studioalbum van Riverside. Na een tussendooralbum Eye of the soundscape met overgebleven opnamen en remixen, nam Riverside in de Serakos Studios in Warschau dit album op; de drumpartijen werden in april 2018 opgenomen in de JNS Studio, eveneens in Warschau. Tussen het uitbrengen van het vorige studioalbum Love, fear and the time machine en de start van de opnamen voor Wasteland overleed gitarist Piotr Grudziński (21 februari 2016). Zijn levenseinde is in de tekst omgezet in het leven in een dystopie in een postapocalyptische wereld.
Het album werd goed ontvangen binnen de progressieve rock en progmetal en haalde in een aantal Europese landen de albumlijsten, al was het vaak maar voor een week. Uitschieter was de albumlijst van thuisland Polen waar het zeven weken genoteerd stond met als hoogste positie plaats 1.

## Musici
- Mariusz Duda – zang, elektrische en akoestische gitaar, basgitaar, piccolobas, banjo, gitaar solo op Lament en Wasteland
- Piotr Kozieradzki – drumstel
- Michał Łapaj – toetsinstrumenten, elektrische piano en hammondorgel, theremin op Wasteland

Met
- Maclej Meller – gitaarsoli op Acid rain (Dancing ghostst), Guardian angel, The struggle for survival (Battle royale) en River down below
- Michal Jelonek – viool op The day after, Lament, Wasteland, The struggle for survival (Battle royale)
- Matuesz Owczarek – gitaarsolo op Vale of tears

## Muziek
| Nr. | Titel                                                                             | Duur |
| --- | --------------------------------------------------------------------------------- | ---- |
| 1.  | The day after (Duda)                                                              | 1:48 |
| 2.  | Acid rain (1:Where are we now?; 2:Dancing with ghosts) (1:Duda; 2:Duda en Łapaj)  | 6:03 |
| 3.  | Vale of tears (Duda)                                                              | 4:49 |
| 4.  | Guardian angel (Duda)                                                             | 4:24 |
| 5.  | Lament (Duda)                                                                     | 6:09 |
| 6.  | The struggle of survival (1: Dystopia; 2: Battle royale) (1:Duda, Łapaj; 2: Duda) | 9:32 |
| 7.  | River down below (Duda)                                                           | 5:41 |
| 8.  | Wasteland (Duda)                                                                  | 8:25 |
| 9.  | The night before (Łapaj, Duda)                                                    | 3:59 |

Een beperkte oplage kreeg als extra track de singleversie van River down below mee (4:25). 